# Prisma hexagonal aumentado
En geometría, el prisma hexagonal aumentado es uno de los sólidos de Johnson (J54). Como sugiere su nombre, puede construirse aumentando un prisma hexagonal mediante la fijación de una pirámide cuadrada (J1) a una de sus caras ecuatoriales.
Los 92 sólidos de Johnson fueron nombrados y descritos por Norman Johnson en 1966.